# Georgische Arbeiderspartij
De Georgische Arbeiderspartij of kortweg Arbeiderspartij (Georgisch: საქართველოს ლეიბორისტული პარტია, Sakartvelos Leiboristoeli Partia) is een linkse politieke partij in Georgië, die opgericht werd in 1995. De partij speelde voornamelijk in haar eerste tien jaar een rol van betekenis in de Georgische politiek. Ze wordt sinds haar oprichting geleid door Sjalva Natelasjvili. De partij wordt in retrospectief omschreven als Georgië's meest succesvolle linkse partij.

## Geschiedenis
De Arbeiderspartij kwam voort uit de 'Staatsjuridische Unie' (Georgisch: სახელმწიფოებრივ-სამართლებრივი გაერთიანება, Sachelmtsipoebriv-Samartlebrivi Gaertianeba), een kleine lokale partij in de gemeente Doesjeti, die geleid werd door Sjalva Natelasjvili. Hij werd in de parlementsverkiezingen van 1995 via zijn thuisdistrict Doesjeti in het parlement gekozen. Geïnspireerd door het succes van de Britse Labour Party veranderde hij de naam van zijn partij in de Georgische Arbeiderspartij. Natelasjvili was eerder lid van de Nationaal-Democratische Partij en was als parlementslid in de periode 1992-1995 betrokken bij de totstandkoming van de Georgische grondwet.

### Opkomst en succes

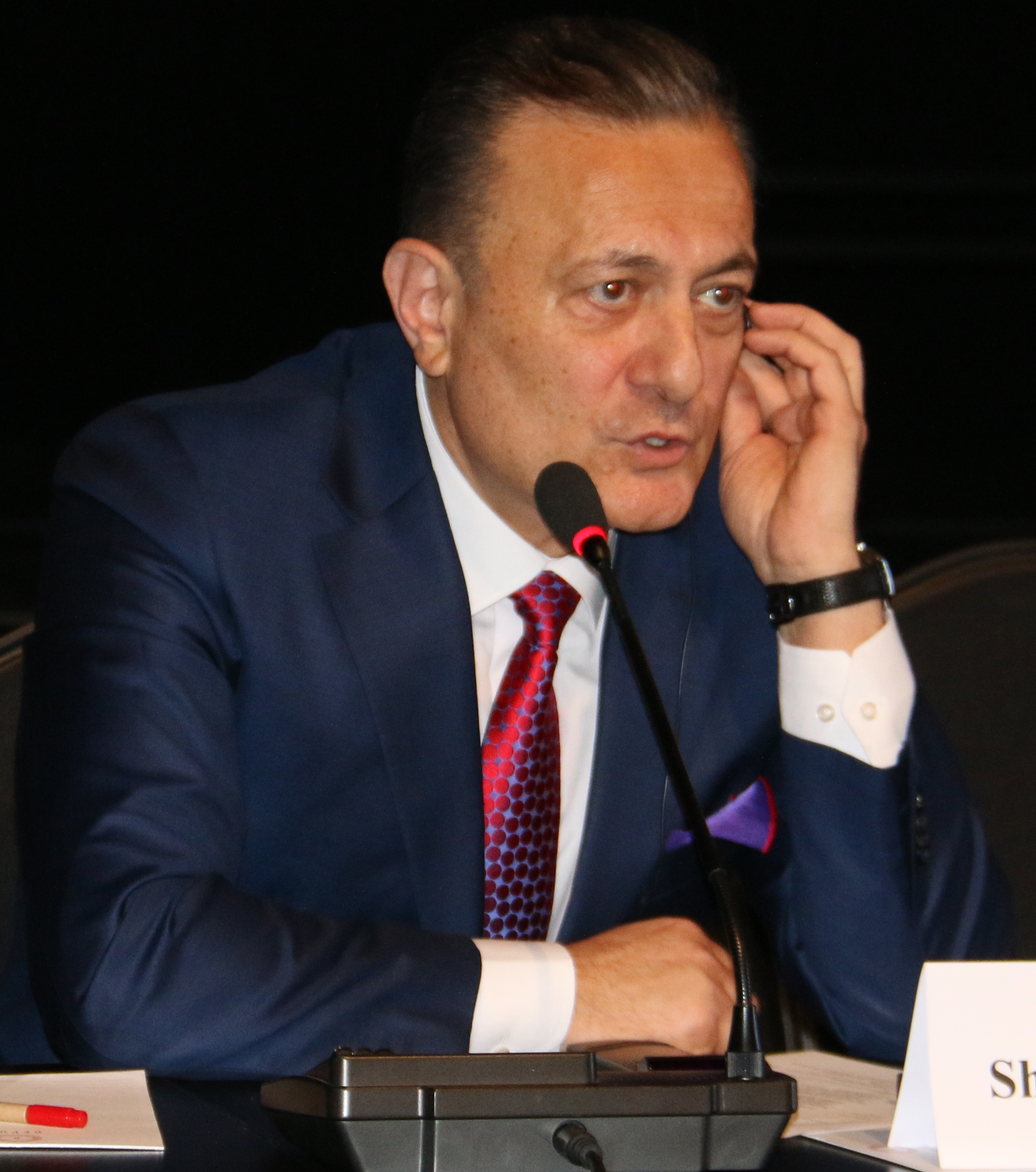
Partijoprichter en voorzitter Sjalva Natelasjvili (2018).

In 1997 werd een jongerenafdeling opgericht, waar tienduizenden lid van werden. De Arbeiderspartij deed in de gemeenteraadsverkiezingen van 1998 voor het eerst mee en presteerde daarin goed. De partij eindigde landelijk als derde met bijna negen procent van de stemmen, achter de Burgerunie van president Edoeard Sjevardnadze en de Unie voor Democratische Wedergeboorte van de Adzjaarse leider Aslan Abasjidze. Vooral in hoofdstad Tbilisi presteerde de Arbeiderspartij sterk en werd met 18 procent van de stemmen tweede achter de Burgerunie. De partij was cruciaal voor een meerderheid en kreeg het voorzitterschap van de raad in de hoofdstad.
Een jaar later werd de kiesdrempel voor de parlementsverkiezingen verhoogd van vijf naar zeven procent om oppositiepartijen uit het versplinterde parlement te houden. Dit brak de partij op, toen ze net 6,6 procent van de stemmen kreeg. Er werden slechts enkele districten gewonnen. De gemeenteraadsverkiezingen van 2002 waren wel weer succesvol op de golf van de desintegratie van de Burgerunie, die op dat moment in volle gang was. Leidende figuren in de Burgerunie, zoals Micheil Saakasjvili en Zoerab Zjvania, hadden Sjevardnadze de rug toegekeerd en waren hun eigen partijen begonnen. In Tbilisi werd de Arbeiderspartij de grootste, op korte afstand gevolgd door Saakasjvili's Nationale Beweging. Beiden hadden ongeveer een kwart van de stemmen. De Burgerunie haalde de kiesdrempel in Tbilisi niet.

### Gebrekkige strategische keuzes

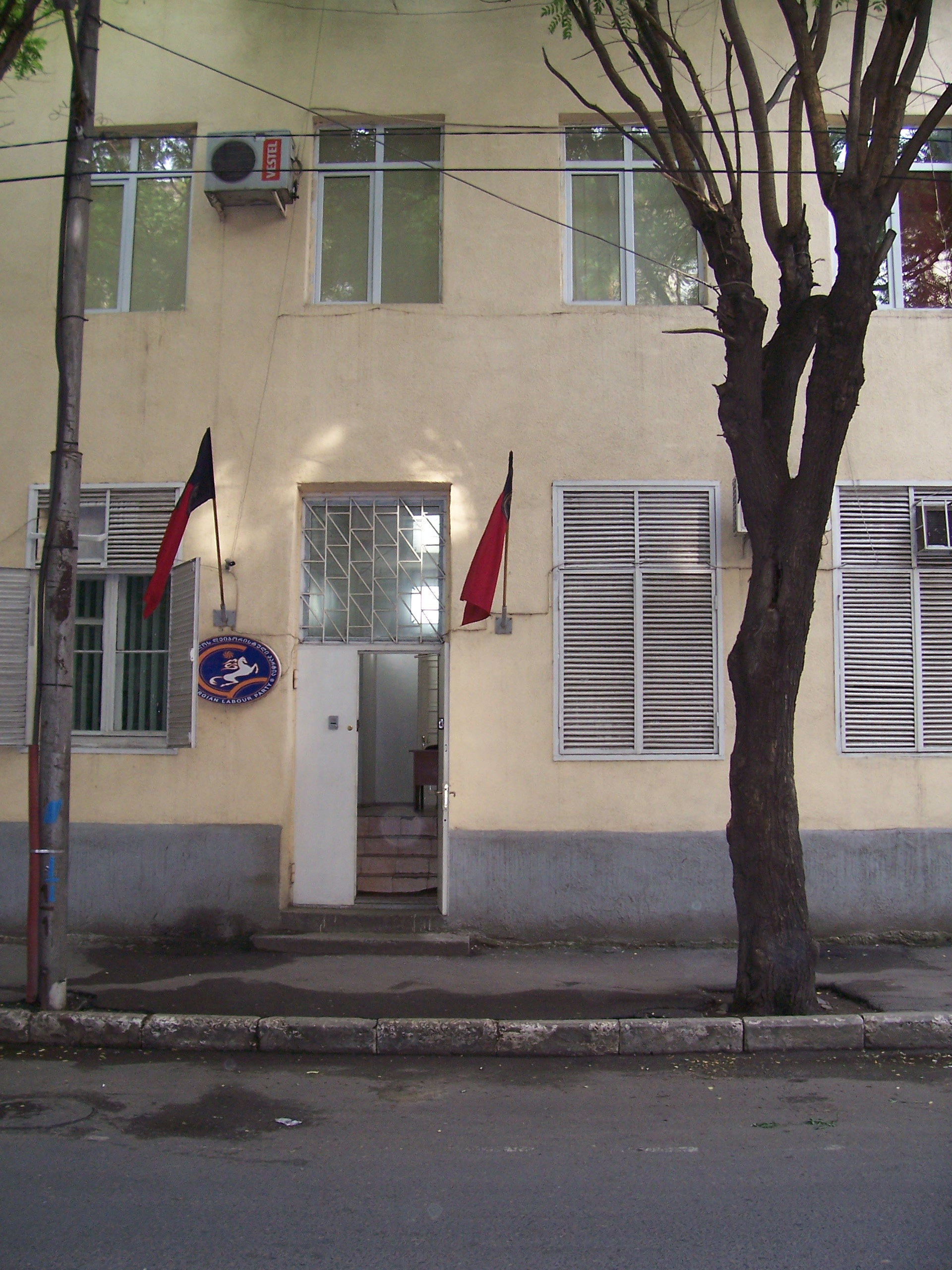
Partijkantoor in Tbilisi.

De Arbeiderspartij kende een zwakke partijstructuur, wat haar na deze electorale successen opbrak. Daarnaast was er ook sprake van strategische zwakte. Natelasjvili, als leider van de grootste partij in Tbilisi, gunde het voorzitterschap van de gemeenteraad aan concurrent Saakasjvili, in plaats van dit voor zijn partij op te eisen. Het brak het kiezersvertrouwen in de partij. Natelasjvili werd gezien als een man van veel woorden maar geen daden, die geen verantwoordelijkheid nam. De partij viel hierna uit elkaar, waarna alleen Natelasjvili als het aansprekende en bekende gezicht van de partij overbleef.
Het activistische en anti-regeringskarakter van de partij werd geheel overschaduwd door de opkomst van Saakasjvili en Zjvania, als oppositieleiders en gezichten van de protestbeweging, die Sjevardnardze in 2003 ten val brachten. De parlementsverkiezingen in dat jaar waren volgens de oppositie en waarnemers vervalst, wat tot massaprotesten leidde. De Arbeiderspartij sloot zich daar niet bij aan, ondanks dat ze ook het slachtoffer was van de verkiezingsfraude, en veroordeelde juist oppositieleiders Saakasjvili, Zjvania en Nino Boerdzjanadze.
De partij had met twaalf procent haar beste uitslag, maar uit de paralleltelling bleek dat ze meer dan 17 procent van de stemmen zou hebben ontvangen. Na de Rozenrevolutie van november 2003 verloor de partij een flink aantal leden, alsmede veel van haar electorale aanhang. De achterban was teleurgesteld in de partij omdat ze de protesten tegen Sjevardnadze niet had gesteund, ondanks dat ze tegen zijn regering was, en omdat de partij niet samenwerkte met Saakasjvili.

### Anti-Saakasjvili
Bij de herhalingsverkiezing van 2004 voor het proportioneel verkozen deel van het parlement was de Arbeiderspartij meer dan de helft van haar electoraat kwijtgeraakt en kwam niet boven de kiesdrempel van zeven procent uit. Tijdens de gemeenteraadsverkiezingen van 2006 behaalde de partij nog ruim tien procent van de stemmen in Tbilisi, maar door de hoge kiesdrempel voor de evenredige partijstem hield de partij er slechts een zetel aan over. De partij riep op tot annulering van de resultaten en beschuldigde de regering van fraude. De partij eiste daarnaast het ontslag van president Saakasjvili. Ze had weliswaar moeite om parlementszetels of gemeenteraadszetels te krijgen, maar buitte haar rol als agitator en uitdager van de zittende macht uit.
De Arbeiderspartij had een leidende rol in het mobiliseren van protest tegen de regering Saakasjvili, wat culmineerde in een massademonstratie op 7 november 2007 die door de politie hardhandig werd beëindigd. Partijleider Natelasjvili werd vervolgens aangeklaagd voor "spionage en samenzwering om de regering omver te werpen". Volgens de autoriteiten had hij gehandeld in afstemming met de Russische ambassade in Tbilisi. De hardhandige ingreep van de regering tegen de demonstratie en de internationale kritiek daarop noopte Saakasjvili tot het uitschrijven van vervroegde presidentsverkiezingen. Natelasjvili stelde zich hierin kandidaat, maar werd vierde met 6,5 procent van de stemmen. Saakasjvili won een nieuw mandaat, zij het minder overtuigend dan vier jaar eerder.

### Electoraal verval
In de daaropvolgende parlementsverkiezingen van 2008 wist de Arbeiderspartij de overgebleven kiezers nog vast te houden, maar was ze gespleten over het volhouden van een parlementaire boycot na oppositieaantijgingen van fraude door de regering Saakasjvili. Het was de volgende fase in het verval van de partij en haar electorale marginalisatie. Terwijl kleinere partijen in Georgië door de hoge kiesdrempel meestal meeliften op andere kieslijsten door een electorale alliantie te vormen, deed de Arbeiderspartij bij elke verkiezing zelfstandig mee met een eigen lijst. Dit braak de partij op termijn op en ze verdween dan ook in 2012 uit het parlement.
Partijleider Natelasjvili wist in 2020 terug te keren in het parlement met precies een procent van de stemmen, door een eenmalig verlaagde kiesdrempel van een procent, maar ook dit keer boycotte hij samen met de oppositie het parlement. De oppositie beschuldigde de regerende Georgische Droom van verkiezingsfraude. Zijn mandaat werd in 2022 beëindigd vanwege zijn permanente afwezigheid. Omdat hij de partijlijst had laten annuleren, net als een aantal andere oppositiepartijen, bleef zijn zetel leeg. De partij beloofde in de parlementsverkiezingen van 2024 "Europees socialisme" aan haar kiezers, om de strijd aan te binden met de oligarchie en "uit de hand gelopen kapitalisme". De terug ingevoerde kiesdrempel van vijf procent werd bij lange na niet gehaald, waardoor de partij buiten het parlement bleef. De partij registreerde zich niet voor de gemeenteraadsverkiezingen van oktober 2025.

## Ideologie
De partij werd opgericht in de context van het falende overheidsbeleid in de overgang van de communistische centraal geleide economie naar de liberale markteconomie, waarbij de sociale vangnetten voor het beschermen van zwakkere sociale groepen faalden. De partij beweerde dat haar bestaan de opkomst van een radicale communistische partij in Georgië verhinderde en vulde de niche die de Communistische Partij achterliet, nadat deze in 1991 was verboden. De partij ging vanuit ideologische overtuiging geen lijstcombinaties of verkiezingsblokken aan, omdat dit in haar ogen koehandel was die gedoemd was te mislukken. Voor de partij waren coalities alleen acceptabel na verkiezingen.

### Populisme
De partij appelleert aan de proteststem door middel van populistische retoriek over sociale onderwerpen, waaronder gelijke sociale rechten, arbeidsrecht en de betaalbaarheid van voorzieningen voor de lage inkomens. De partij positioneert zich hierbij als "echte oppositie", die zich niet inlaat met de "corrupte regering" en wordt omschreven als een populistische, sociaal-conservatieve en economisch linkse partij. De partij wisselde geregeld van standpunt over onderwerpen buiten het sociale domein, zoals over het presidentschap of de invoering van een monarchie.
Net als de rechts-populistische Patriotten van Georgië bedient de Arbeiderspartij zich in haar retoriek van een veronderstelde tegenstelling tussen het "gewone volk" en "de elite". Waar de Patriotten dit voornamelijk gebruiken in volksnationalistische, religieuze en anti-liberale zin is dit bij de Arbeiderspartij vooral gericht op de sociaaleconomische status en daarmee gepaard gaande sociale ongelijkheid.

### Sociaal en economisch beleid
De partij profileerde zich krachtig op gratis onderwijs- en gezondheidszorg, het verlagen van de nutsprijzen en het opzetten van de sociale zekerheid voor voormalige ambtenaren. De Georgisch-Orthodoxe Kerk moest volgens de partij een grotere rol in het openbare leven spelen, onder andere in dienst van het beschermen van culturele waarden en de traditionele levensstijl. Overige religies moesten ook wettelijk beschermd worden, met uitzondering van de jehova's getuigen, die door partijleider Natelasjvili in 2002 een "sekte van zelfmoordenaars" genoemd werd en verboden zou moeten worden.
Economische prioriteiten waren lokale productie, met name door kleine en middelgrote ondernemingen, wat volgens de partij het beste bereikt kon worden door liberalisering van de belastingwetgeving. Verder was de partij voor het gedeeltelijke behoud van staatseigendom van land en was privatisering van elektriciteitscentrales alleen wenselijk op het moment dat het land zelfvoorzienend was in haar energiebehoefte.

### Buitenlands beleid
Volgens de Arbeiderspartij zijn internationale relaties van belang voor het waarborgen en beschermen van de binnenlandse democratie, vrijheid en veiligheid en het versterken van de internationale veiligheid. In haar visie betekenen veiligere samenlevingen veiligere staten, wat een veiligere internationale gemeenschap oplevert. De partij heeft wisselende standpunten ingenomen ten aanzien van westerse integratie en de relaties met Rusland. In de vroege jaren van haar bestaan wilde de partij strikte militaire neutraliteit. In 2002 zei partijleider Natelasjvili tegen NAVO toetreding te zijn en wilde hij ook dat de Russische troepen uit het land zouden vertrekken, inclusief uit Abchazië. "Met de Russen kunnen we pas na vrede in Abchazië een nieuwe machtsbalans zoeken".
Rond 2005 had de partij haar koers verlegd en bepleitte ze zowel Europese integratie als NAVO lidmaatschap, maar wilde daarnaast partnerschapsrelaties met Rusland. In 2007 ondertekende de partij een verklaring van tien oppositiepartijen, waarin ze de NAVO-toetreding steunden. Maar na de Russisch-Georgische Oorlog van 2008 draaide de partij weer op deze positie en bepleitte het "neutraliteit" als echte onafhankelijkheid. In latere jaren was de partij weer uitgesproken pro-Westers en wilde dat Georgië lid zou worden van de EU en de NAVO. In 2020 wilde de partij Amerikaanse militaire bases in Georgië als veiligheidsgarantie tegen Russische agressie bij gebrek aan NAVO-lidmaatschap. Tegelijkertijd was ze voorstander van visumvrij reizen met Rusland en stelde ze dat onderhandelingen met Rusland noodzakelijk zijn.

## Verkiezingen
Een overzicht van de verkiezingsuitslagen voor de partij.

### Parlementsverkiezingen
De Arbeiderspartij behaalde in 2003 haar beste resultaat in de parlementsverkiezingen. De resultaten van de proportionele stem op de partijlijsten in deze verkiezing werden na de Rozenrevolutie geannuleerd vanwege fraude. In de herhalingsverkiezing van maart 2004 werd de Arbeiderspartij afgerekend voor haar afkeer van de oppositieprotesten.
| 1995                             | 44 | 19.675  | 0,9  | 15 | 0  | 1 | 1 / 235  | Nieuw   | Oppositie           | [ 30 ] |
| 1999                             | 3  | 140.595 | 6,6  | 4  | 0  | 2 | 2 / 235  | 1       | Oppositie           |        |
| 2003                             | 4  | 229.900 | 12,5 | 4  | 20 | 3 | 23 / 235 | 21      | Oppositie           | [ 31 ] |
| 2004                             | 4  | 89.981  | 6,1  | 3  | 0  | 4 | 4 / 235  | 19      | Oppositie           | [ 32 ] |
| 2008                             | 4  | 132.092 | 7,4  | 4  | 6  | 0 | 6 / 150  | 2       | Oppositie           |        |
| 2012                             | 38 | 26.621  | 1,2  | 4  | 0  | 0 | 0 / 150  | 6       | Buiten-parlementair |        |
| 2016                             | 10 | 55.208  | 3,1  | 4  | 0  | 0 | 0 / 150  | Stabiel | Buiten-parlementair |        |
| 2020                             | 10 | 19.314  | 1,0  | 9  | 1  | 0 | 1 / 150  | 1       | Oppositie           | [ 33 ] |
| 2024                             | 10 | 15.103  | 0,7  | 8  | 0  | - | 0 / 150  | 1       | Buiten-parlementair |        |
| Bronnen: CESKO, Publika, Slider. |    |         |      |    |    |   |          |         |                     |        |

### Presidentsverkiezingen
Partijleider Sjalva Natelasjvili deed namens de Arbeiderspartij drie keer mee met de verkiezing voor het Georgisch presidentschap. In alle gevallen eindigde hij als vierde.
| 2008 | Sjalva Natelasjvili | 128.589 | 6,49 | [ 37 ] |  |  |  |  |  |  |  |  |  |  |
| 2013 | Sjalva Natelasjvili | 46.984  | 2,88 | [ 38 ] |  |  |  |  |  |  |  |  |  |  |
| 2018 | Sjalva Natelasjvili | 59.651  | 3,74 | [ 39 ] |  |  |  |  |  |  |  |  |  |  |
|      |                     |         |      |        |  |  |  |  |  |  |  |  |  |  |

### Gemeenteraadsverkiezingen
De Georgische Arbeiderspartij behaalde in 2002 haar beste resultaat in de gemeenteraadsverkiezingen en wist in Tbilisi de grootste partij te worden met 25 procent van de stemmen. De partij verzaakte na deze overwinning de leiding te nemen in de stad en gaf het stokje over aan de opkomende oppositie van Micheil Saakasjvili. In 2010 boycotte de partij de gemeenteraadsverkiezingen. De gemeenteraadsverkiezingen worden in Georgië gehouden in een gemengd kiesstelsel met een stem op een gesloten partijlijst voor de evenredige vertegenwoordiging en een stem op een kandidaat in enkelvoudig kiesdistricten. De tabel geeft de landelijke resultaten van de partij weer.
| 1998            | 13                     | 151.532                | 8,9                    | 3                      |                        |                        |                        |    | [ 42 ]               |
| 2002            | 4                      |                        |                        |                        |                        |                        | 152 / 4.801            |    | [ 43 ]               |
| 2002 Tbilisi    | 4                      | 70.941                 | 25,0                   | 1                      | 15                     |                        | 15 / 49                |    | [ 43 ]               |
| 2006            | 4                      |                        | 6,4                    | 3                      | 35                     | 5                      | 40 / 1.731             |    | [ 44 ] [ 45 ] [ 12 ] |
| 2010            | Geen deelname (boycot) | Geen deelname (boycot) | Geen deelname (boycot) | Geen deelname (boycot) | Geen deelname (boycot) | Geen deelname (boycot) | Geen deelname (boycot) |    |                      |
| 2014            | 20                     | 48.862                 | 4,7                    | 4                      | 27                     | 1                      | 28 / 2.088             | 28 | [ 46 ]               |
| 2017            | 10                     | 49.130                 | 3,3                    | 5                      | 17                     | 0                      | 17 / 2.043             | 9  | [ 47 ]               |
| 2021            | 10                     | 24,329                 | 1,4                    | 8                      | 3                      | 0                      | 3 / 2.068              | 14 | [ 48 ] [ 49 ] [ 50 ] |
| 2025            | Geen deelname          | Geen deelname          | Geen deelname          | Geen deelname          | Geen deelname          | Geen deelname          | Geen deelname          |    |                      |
| Bronnen: CESKO, |                        |                        |                        |                        |                        |                        |                        |    |                      |

## Partijleiders
Oprichter van de partij Sjalva Natelasjvili is sinds 1995 voorzitter. De partij kent feitelijk geen pluriform bestuur en is geheel afhankelijk van de beslissingen van Natelasjvili. Hij werd twee keer herkozen, in 2006 en 2014, maar beide keren waren slechts een formaliteit. Het leiderschap van Natelasjvili wordt getypeerd als eenkennig en zonder enige zelfreflectie.
| # | Naam                | Van  | Tot | Noot |
| - | ------------------- | ---- | --- | ---- |
| 1 | Sjalva Natelasjvili | 1995 |     |      |
|   |                     |      |     |      |

## Internationale relaties
De Arbeiderspartij is niet geassocieerd met internationale koepelorganisaties, maar had in het verleden ambities zich aan te sluiten bij de Partij van Europese Socialisten (PES) en de Socialistische Internationale. In het verleden werkte de partij nauw samen met het Amerikaanse International Republican Institute (IRI). Leden van de partij werden door de IRI geschoold en de partij werd betrokken bij verschillende projecten van de organisatie. Verder werkte de partij samen met andere linkse partijen in het buitenland.